# رسوم التأثير

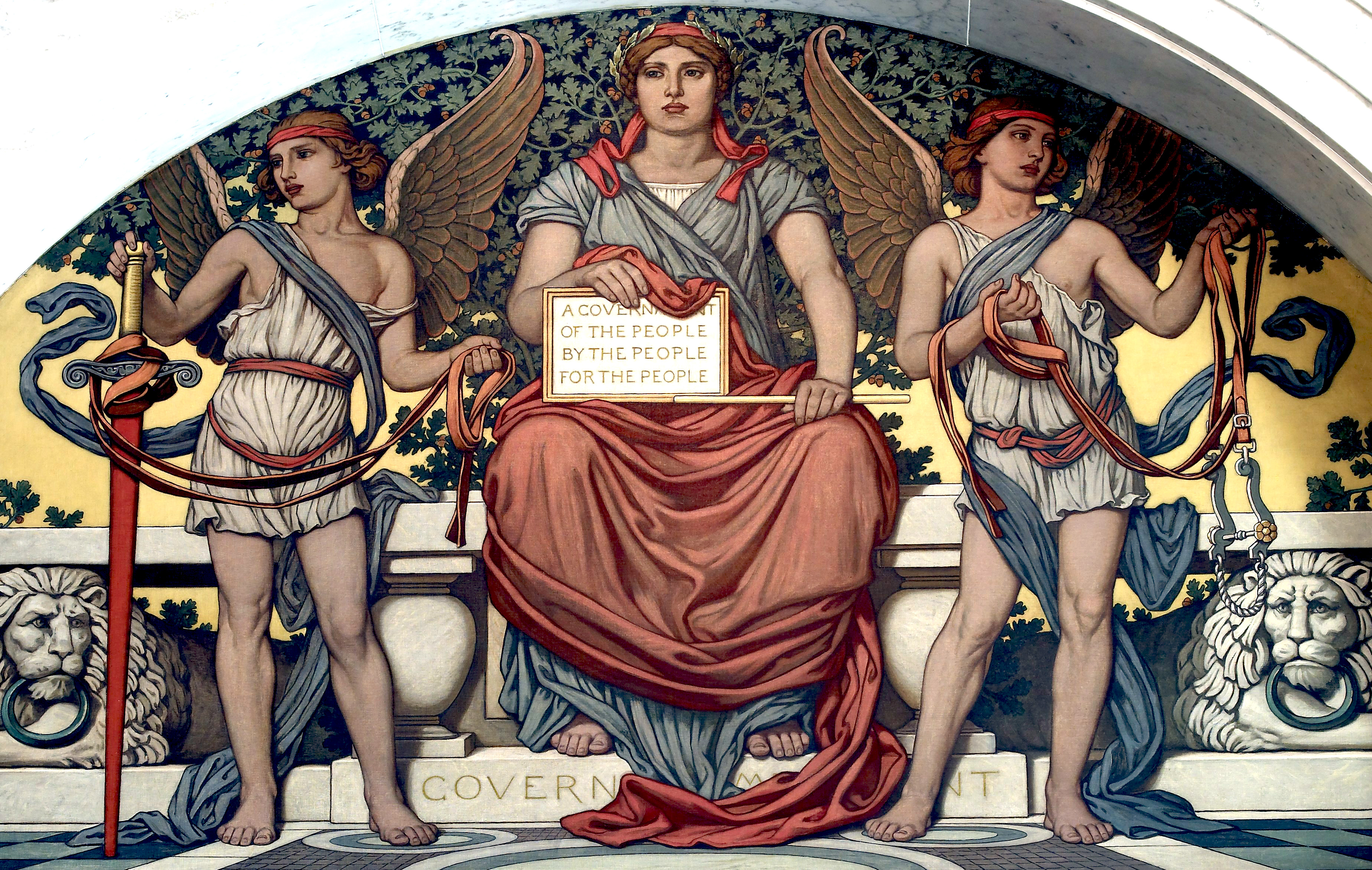

رسوم التأثير (بالإنجليزية: Impact fee)‏، هو رسم يتم فرضه في الولايات المتحدة لتطور جديد لتمويل تحسينات المنشأة العامة التي يتطلبها التطور الجديد وتخفيف الأعباء المالية على المؤسسات المحلية، أو هو الرسم التي يتم فرضه على مشروع تطوير جديد أو مقترح لدفع كل أو جزء من تكاليف تقديم الخدمات العامة إلى التطوير الجديد.